# Rajko Tavčar
Rajko Tavčar (* 21. Juli 1974 in Kranj, Jugoslawien) ist ein ehemaliger slowenischer Profi-Fußballspieler.

## Position und Spielweise
Tavčar spielte auf der linken Mittelfeldseite, im zentralen Mittelfeld oder in der Abwehr. Defensiv spielte er verlässlich, auch in der Offensive ergriff er die Initiative.

## Karriere

### Verein
Tavčar begann das Fußballspielen beim TSV Ost München. Im Jahr 1980 wechselte er zum MSV München, bei dem er 14 Jahre lang in den Jugendmannschaften und schließlich in der Herrenmannschaft spielte. In den folgenden 20 Jahren wechselte er elfmal den Verein. Seine wohl erfolgreichste Zeit als Profi-Fußballspieler verbrachte Tavčar von 2000 bis 2002 beim 1. FC Nürnberg, mit dem er 2001 in die Bundesliga aufstieg.
In der Saison 2001/02 erlitt er eine Knieverletzung. Um bei der WM 2002 für Slowenien einsatzfähig zu sein, ließ er ohne Absprache mit dem Verein eine Knieoperation vornehmen und stand dadurch dem Verein im Rest der Saison nicht mehr zur Verfügung. So kam es, dass er an der WM teilnahm (er spielte insgesamt siebenmal für Slowenien), aber vom Klub keinen verbesserten Vertrag angeboten bekam, sodass er den 1. FC Nürnberg verließ. Dass er immerhin drei Jahre bei der SpVgg Unterhaching spielte, könnte damit zusammenhängen, dass er recht erfolgreich die Rolle des langjährigen Stammspielers auf der linken Seite Matthias Lust übernommen hatte. Tavčar verließ Unterhaching nach der Abstiegssaison 2006/07 und beendete seine Karriere.

### Einsätze in der Nationalmannschaft
| # | Datum      | Stadion                          | Gegner     | Resultat | Tore | Spielzeit | Anlass                    |  |
| - | ---------- | -------------------------------- | ---------- | -------- | ---- | --------- | ------------------------- |  |
| 1 | 16.08.2000 | Ostrava                          | Tschechien | 0-1      | 0    | 44'       | Freundschaftsspiel        |  |
| 2 | 11.10.2000 | Stadion Bežigrad, Ljubljana      | Schweiz    | 2-2      | 0    | 45'       | Qualifikation zur WM 2002 |  |
| 3 | 28.02.2001 | Stadion Bonifika, Koper          | Uruguay    | 0-2      | 0    | 32'       | Freundschaftsspiel        |  |
| 4 | 15.08.2001 | Stadion Bežigrad, Ljubljana      | Rumänien   | 2-2      | 0    | 22'       | Freundschaftsspiel        |  |
| 5 | 06.10.2001 | Stadion Bežigrad, Ljubljana      | Färöer     | 3-0      | 0    | 35'       | Qualifikation zur WM 2002 |  |
| 6 | 15.02.2002 | Hongkong                         | China      | 0-0      | 0    | 20'       | Freundschaftsspiel        |  |
| 7 | 15.06.2002 | Jeju-World-Cup-Stadion, Seogwipo | Paraguay   | 1-3      | 0    | 90'       | WM 2002                   |  |